# Academia Pontifícia do Panteão
A Academia Pontifícia de Belas Artes e Literatura Virtuosa do Panteão é uma academia papal nascida no século XVI, por lei, com o objectivo de "promover o estudo, o exercício e aperfeiçoamento de Humanidades e Artes Plásticas, com especial referência para a literatura de inspiração e arte sacra cristã em todas as suas expressões, e promover a elevação espiritual dos artistas, em conjunto com o Conselho Pontifício para a Cultura.

## História

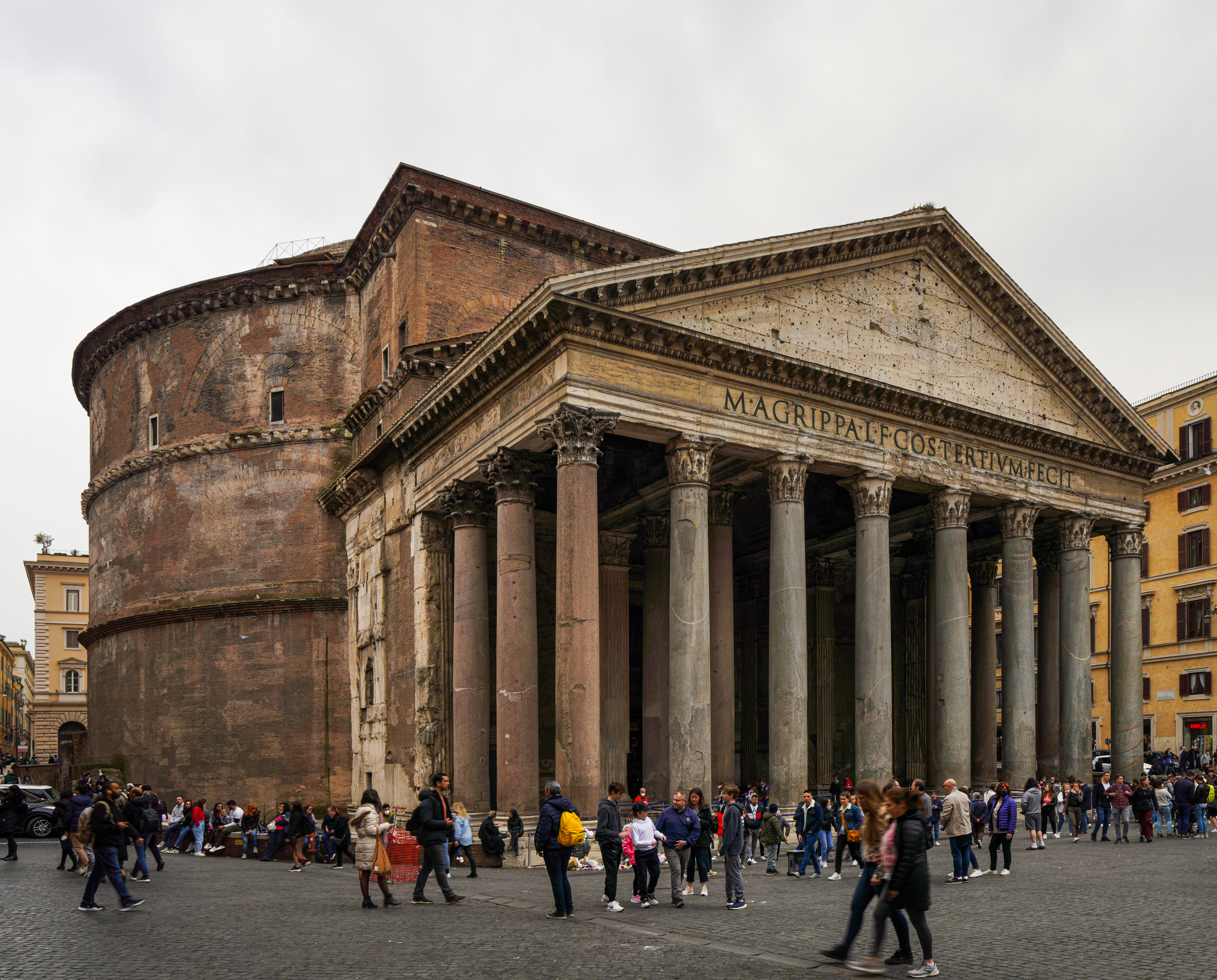
Igreja da Santa Maria dos Mártires, histórica sede da Academia Pontifícia do Panteão

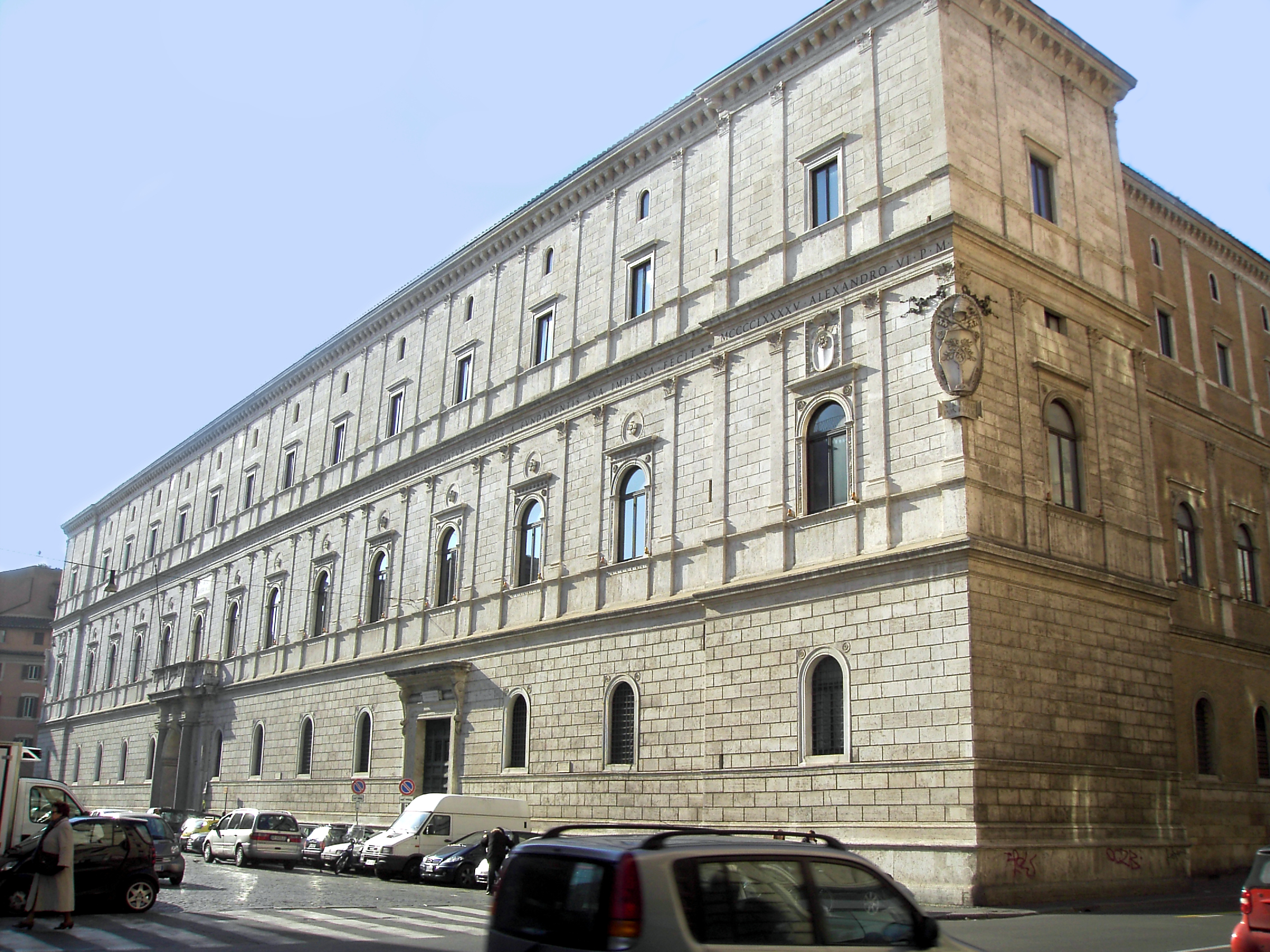
Palácio da Chancelaria, sede operacional da Academia Pontifícia do Panteão

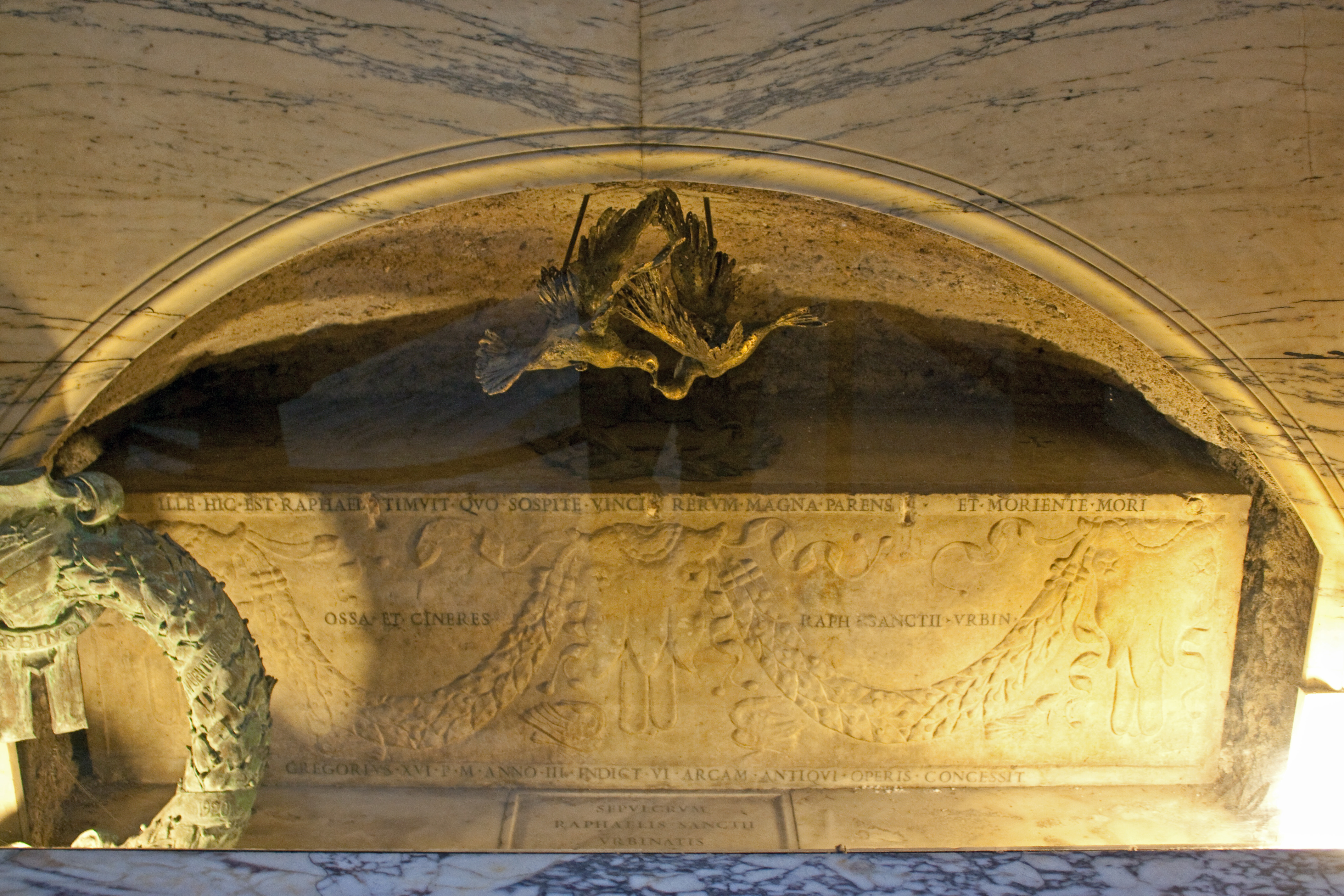
A tumba de Rafael no Panteão

A associação nasceu em Roma na primeira metade do século XVI sob o nome de "Congregação de São José da Terra Santa", a partir do nome da capela onde ele foi enterrado Rafael na Igreja da Santa Maria dos Mártires, conhecida também como Panteão de Agripa. Os associados eram "virtuosos" artistas (pintores, escultores, arquitetos) que fizeram obras de caridade para com os outros membros (visitar os irmãos enfermos, e quando eles morreram acompanhá-los ao túmulo; dar esmolas aos pobres; com vinte e cinco meninas, dotar com escudos e de investimento). Entre os primeiros membros, tiveram Beccafumi, Sermoneta e Sangallo; o primeiro diretor foi o cisterciense Desiderio d'Adiutorio. A congregação foi reconhecido pelo Papa Paulo III em 15 de outubro de 1542.
A partir dos século XVII em diante, em ocasião da Festa de São José, foram atestadas periodicamente um conjunto de exposições sob o pórtico do Panteão. Em 1833 , 400º aniversário do nascimento de Rafael, a congregação decidiu executar as escavações ao redor do santuário que tem a estátua da "Madonna del Sasso" para identificar os restos mortais do pintor de Urbino, e dar-lhes enterro apropriado. Nessa ocasião, o regente perpétuo Giuseppe De Fabris obteve do Papa Gregório XVI a aprovação de um novo estatuto no qual eram previstos, com fundos do "tesouro", concursos de pintura, escultura e arquitetura de temas sagrados para que pudessem participar artistas católicos de todas as  nações. O título de "Pontifícia" foi concedido em 1861, mentre il titolo di Accademia fu attribuito da Pio XI nel 1928 pelo Papa Pio IX, enquanto o título da Academia foi dado por Pio XI em 1928.
Com a Carta aprovada em 1995 , a Pontificia Accademia Virtuosa do Panteão está em conexão com o Conselho Pontifício para a Cultura. Isto inclui 50 nomeações comuns acadêmicas papais divididas em cinco classes (1 - Arquitetos, 2 - Pintores e Realizadores, 3 - Escultores, 4 - estudiosos e estudantes de assuntos relacionados às artes e Músicos, 5 - Poetas e Escritores); após os 80 de idade, acadêmicos tornam-se "eméritos". O presidente, nomeado pelo papa, permanece no cargo por cinco anos, e participa do Conselho de Coordenação das Academias Pontifícias.